# زیردریایی کلاس-وی (بریتانیا)
زیردریایی کلاس-وی (بریتانیا) (به انگلیسی: British V-class submarine) یک کلاس از زیردریایی است که طول آن ۲۰۴ فوت ۶ اینچ (۶۲٫۳۳ متر) می‌باشد.